# Premio Goya per il miglior sonoro
Il premio Goya per il miglior sonoro (premio Goya al mejor sonido) è un premio cinematografico assegnato annualmente dall'Academia de las Artes y las Ciencias Cinematográficas de España a partire dal 1987 al miglior direttore del sonoro di un film di produzione spagnola uscito nelle sale cinematografiche nel corso dell'anno precedente. Ci sono anche riconoscimenti per il film europeo e il film straniero in lingua spagnola considerati più meritevoli. 
Il premio prende il nome dal pittore Francisco Goya simbolo dell'arte spagnola ed è una statuetta che ne raffigura il busto. 
Il plurivincitore, con 8 riconoscimenti, è Gilles Ortión, seguito da Alfonso Pino che ha ottenuto 7 volte il premio.

## Albo d'oro
I vincitori sono indicati in grassetto, a seguire gli altri candidati.

### Anni 1987-1989
- 1987: Bernardo Menz ed Enrique Molinero - Werther
  - Carlos Faruolo e Alfonso Pino - El hermano bastardo de Dios
  - José María Bloch e Alfonso Pino - Luna d'agosto (Luna de agosto)
- 1988: Miguel Ángel Polo ed Enrique Molinero - Divine parole (Divinas palabras)
  - Bernardo Menz ed Enrique Molinero - Il bosco animato (El bosque animado)
  - Carlos Faruolo ed Enrique Molinero - Il peccatore impeccabile (El pecador impecable)
- 1989: Carlos Faruolo e Enrique Molinero - Berlín Blues
  - Daniel Goldstein e Ricardo Steinberg - Pasodoble
  - Daniel Goldstein e Ricardo Steinberg - Remando nel vento (Remando al viento)
  - Gilles Ortion - A peso d'oro (El Dorado)
  - Gilles Ortion - Donne sull'orlo di una crisi di nervi (Mujeres al borde de un ataque de nervios)

### Anni 1990-1999
- 1990: Antonio Bloch, Francisco Peramos e Manuel Cora - Montoyas y Tarantos
  - Carlos Faruolo e Enrique Molinero - Svegliati, che non è poco (Amanece, que no es poco)
  - Miguel Ángel Polo e Enrique Molinero - Bajarse al moro
  - Gilles Ortión e Eduardo Fernández - Il mare e il tempo (El mar y el tiempo)
  - Georges Prat, Pablo Blanco e Eduardo Fernández - La scimmia è impazzita (El sueño del mono loco)
  - Gilles Ortión e Carlos Faruolo - La notte oscura (La noche oscura)
- 1991: Gilles Ortión e Alfonso Pino - ¡Ay, Carmela!
  - Daniel Goldstein e Ricardo Steinberg - Légami! (¡Átame!)
  - Pierre Lorraine e Eduardo Fernández - Le lettere di Alou (Las cartas de Alou)
- 1992: Gilles Ortión e Ricard Casal - Il re stupito (El rey pasmado)
  - Carlos Faruolo, Manuel Cora e Alberto Herena - Beltenebros
  - Jean-Paul Mugel - Tacchi a spillo (Tacones lejanos)
- 1993: Julio Recuero, Gilles Ortion, Enrique Molinero e José Antonio Bermúdez - Orquesta Club Virginia
  - Georges Prat e Alfonso Pino - Belle Époque
  - Miguel Rejas e Ricard Casals - Prosciutto, prosciutto (Jamón, jamón)
- 1994: Gilles Ortión, Daniel Goldstein, Manuel Cora, Alberto Herena e Enrique Quintana - Tutti in carcere (Todos a la cárcel)
  - Jean Paul Mugel e Graham V. Harstovne - Kika - Un corpo in prestito (Kika)
  - Carlos Faruolo - El pájaro de la felicidad
- 1995: Gilles Ortión, José Antonio Bermúdez, Carlos Garrido e Polo González Aledo - I peggiori anni della nostra vita (Los peores años de nuestra vida)
  - Gilles Ortión e John Hayward - Días contados
  - Gilles Ortión e Ricard Casals - La passione turca (La pasión turca)
- 1996: Miguel Rejas, Gilles Ortión, José Antonio Bermúdez, Carlos Garrido e Ray Gillón - Il giorno della bestia
  - Carlos Faruolo, James Muñoz e Brian Saunders - Boca a boca
  - Bernardo Menz e Graham V. Harststone - Il fiore del mio segreto (La flor de mi secreto)
- 1997: Daniel Goldstein, Ricardo Steinberg e Alfonso Pino - Tesis
  - Carlos Faruolo, Ray Gillón e Antonio Bloch - Il cane dell'ortolano (El perro del hortelano)
  - Carlos Faruolo, Ray Gillón e Ricard Casals - Libertarias
- 1998: Gilles Ortión, Alfonso Pino e Bella María Da Costa - Segreti del cuore (Secretos del corazón)
  - Daniel Goldstein, Ricardo Steinberg e Eduardo Fernández - El tiempo de la felicidad
  - Daniel Goldstein, Ricardo Steinberg, Carlos Garrido e Ángel Gallardo - Martín (Hache)
- 1999: Jorge Stavropulos, Carlos Faruolo e Alfonso Pino - Tango (Tango, no me dejes nunca)
  - Daniel Goldstein, Ricardo Steinberg e Patrick Ghislain - Apri gli occhi (Abre los ojos)
  - José Antonio Bermúdez, Diego Garrido] e Antonio García - El abuelo
  - Pierre Gamet, Dominique Hennekin e Santiago Thévenet - La niña dei tuoi sogni (La niña de tus ojos)

### Anni 2000-2009
- 2000: Miguel Rejas, José Antonio Bermúdez e Diego Garrido - Tutto su mia madre (Todo sobre mi madre)
  - Carlos Faurolo, Alfonso Pino, Alfonso Raposo e Jaime Fernández - Goya (Goya en Burdeos)
  - Daniel Goldstein, Ricardo Steinberg e Patrick Ghislain - La lingua delle farfalle (La lengua de las mariposas)
  - Jorge Marín, Patrick Ghislain e Carlos Faruolo - Solas
- 2001: Thom Cadley, Mark Wilder, Pierre Gamet, Martín Gamet, Dominique Henequin e Marisa Hernández - Calle 54
  - Sergio Bürmann, Daniel Goldstein, Ricardo Steinberg e Jaime Fernández - El bola
  - Antonio Rodríguez, Jaime Fernández, James Muñoz, Enrique Domínguez e José Vinader - La comunidad - Intrigo all'ultimo piano (La comunidad)
  - Gilles Ortión, Ray Gillón e James Muñoz - Plenilunio
- 2002: Ricardo Steinberg, Tim Cavagin, Alfonso Raposo e Daniel Goldstein - The Others
  - Dani Fontrodona, David Calleja e James Muñoz - Giovanna la pazza (Juana la Loca)
  - Agustín Peinado, Alfonso Pino, Santiago Thévenet e Polo Aledo - Lucía y el sexo
  - Antonio Rodríguez, José Antonio Bermúdez, Diego Garrido, Pelayo Gutiérrez e Nacho Royo - Nessuna notizia da Dio (Sin noticias de Dios)
- 2003: Gilles Ortión, Alfonso Pino, Pelayo Gutiérrez e José Vinader - L'altro lato del letto (El otro lado de la cama)
  - Salva Máyolas, Dani Fontrodona e Marc Orts - Darkness
  - Miguel Rejas, José Antonio Bermúdez, Manuel Laguna, Rosa Ortiz e Diego Garrido - Parla con lei (Hable con ella)
  - Licio Marcos de Oliveira, Luis de Veciana e Alfonso Pino - La caja 507
- 2004: Eva Valiño, Alfonso Pino, Pelayo Gutiérrez e José L. Crespo - Ti do i miei occhi (Te doy mis ojos)
  - Silvio Darrin, Carlos Garrido e Alicia Saavedra - La selva
  - Licio Marcos de Oliveira, Alfonso Pino, Nacho Royo, Alberto Pinto e José Manuel Morell - La vida mancha
  - Agustín Peinado, Carlos Garrido, Iván Mayoral e Rakel Fernández - Más de mil cámaras velan por tu seguridad
- 2005: Ricardo Steinberg', Alfonso Raposo, Juan Ferro e María Steinberg - Mare dentro (Mar adentro)
  - Antonio Mármol, Patrick Ghislain e Nacho Royo - Isi/Disi
  - Pierre Lorrain, Jaime Fernández e Polo Aledo - Incautos
  - Sergio Burmann, Jaime Fernández e Charly Schmukler - Crimen perfecto - Finché morte non li separi (Crimen ferpecto)
- 2006: Carlos Bonmati, Alfonso Pino e Pelayo Gutiérrez - Obaba
  - Eladio Reguero e David Calleja - Los nombres de Alicia
  - Miguel Rejas e Alfonso Raposo e Polo Aledo - Princesas
  - Miguel Rejas e José Antonio Bermúdez - Ninette
- 2007: Miguel Polo e Martín Hernández - Il labirinto del fauno (El laberinto del fauno)
  - Pierre Gamet, Dominique Hennequin e Patrice Grisole - Il destino di un guerriero (Alatriste)
  - Alastair Widgery, David Calleja e James Muñoz - Salvador 26 anni contro (Salvador Puig Antich)
  - Miguel Rejas, José Antonio Bermúdez, Manuel Laguna e Diego Garrid - Volver
- 2008: Xavi Mas, Marc Orts e Oriol Tarragó - The Orphanage (El Orfanato)
  - Carlos Bonmati, Alfonso Pino e Carlos Faruolo - Le 13 rose (Las 13 rosas)
  - Licio Marcos de Oliveira e Bernat Aragonés - Tuya siempre
  - Iván Marín, José Antonio Bermúdez e Leopoldo Aledo - Siete mesas de billar francés
- 2009: Daniel de Zayas, Jorge Marín e Maite Rivera - 3 días
  - Ricardo Steinberg, María Steinberg e Alfonso Raposo - Los girasoles ciegos
  - Miguel Rejas e José Antonio Bermúdez - Sangre de Mayo
  - Pierre Gamet, Christophe Vingtrinier e Patrice Grisolet - Sólo quiero caminar

### Anni 2010-2019
- 2010: Sergio Burmann, Jaime Fernández, Carlos Faruolo - Cella 211 (Celda 211)
  - Peter Glossop e Glenn Freemantle - Agora
  - Pierre Gamet, Nacho Royo-Villanova e Pelayo Gutiérrez - El baile de la Victoria
  - Aitor Berenguer, Marc Orts e Fabiola Ordoyo - Map of the Sounds of Tokyo
- 2011: Urko Garai, Marc Orts e James Muñoz - Buried - Sepolto (Buried)
  - Charly Schmukler e Diego Garrido] - Ballata dell'odio e dell'amore (Balada triste de trompeta)
  - Dani Fontrodona, Fernando Novillo e Ricard Casals - Pa negre
  - Emilio Cortés, Nacho Royo-Villanova e Pelayo Gutiérrez - También la lluvia
- 2012: Licio Marcos de Oliveira e Ignacio Royo-Villanova - No habrá paz para los malvados
  - Daniel Fontrodona, Marc Orts e Fabiola Ordoyo - Blackthorn - Sin destino
  - Jordi Rossinyol, Oriol Tarragó e Marc Orts - Eva
  - Iván Marín, Marc Orts e Pelayo Gutiérrez - La pelle che abito (La piel que habito)
- 2013: Peter Glossop, Marc Orts e Oriol Tarragó - The Impossible (Lo imposible)
  - Pierre Gamet, Nacho Royo-Villanova ed Eduardo García Castro - El artista y la modelo
  - Daniel de Zayas Ramírez, Nacho Royo-Villanova ePelayo Gutiérrez - Grupo 7
  - Sergio Burmann, Nicolás de Poulpiquet e James Muñoz - Invasor
- 2014: Charly Schmukler e Nicolás de Poulpiquet - Las brujas de Zugarramurdi
  - Eva Valiño, Nacho Royo-Villanova e Pelayo Gutiérrez - Caníbal
  - Carlos Faruolo, Jaime Fernández e Carlos Faruolo - La gran familia española
  - Aitor Berenguer Abasolo, Jaime Fernández e Nacho Arenas - La herida
- 2015:  Sergio Bürmann, Marc Orts e Oriol Tarragó -El Niño 
  - Gabriel Gutiérrez - Automata (Autómata)
  - Daniel de Zayas, Nacho Royo-Villanova e Pelayo Gutiérrez - La isla mínima
  - Nicolas de Poulpiquet e James Muñoz - Mortadello e Polpetta contro Jimmy lo Sguercio (Mortadelo y Filemón contra Jimmy el Cachondo)
- 2016: Marc Orts, Oriol Tarragó e Sergio Bürmann - Anacleto, agente secreto
  - David Machado, Jaime Fernández e Nacho Arenas - Desconocido - Resa dei conti (El desconocido)
  - Clemens Grulich, César Molina e Nacho Arenas - La novia
  - David Rodríguez, Nicolás de Poulpiquet e Sergio Bürmann - Mi gran noche
- 2017: Peter Glossop, Marc Orts e Oriol Tarragó - Sette minuti dopo la mezzanotte (A Monster Calls)
  - Eduardo Esquilde, Juan Ferro e Nicolás de Poulpiquet - 1898: Los últimos de Filipinas
  - Daniel de Zayas, José Antonio Manovel, César Molina - L'uomo dai mille volti (El hombre de las mil caras)
  - Nacho Royo-Villanova e Sergio Testón - Ozzy - Cucciolo coraggioso (Ozzy)
- 2018: Aitor Berenger, Gabriel Gutiérrez e Nicolás de Poulpiquet - Verónica
  - Daniel de Zayas, Pelayo Gutiérrez e Alberto Ovejero - Il movente (El autor)
  - Sergio Bürmann, David Rodríguez e Nicolas de Poulpique - El bar
  - Iñaki Díez e Xanti Salvador - Handia

- 2019: Roberto Fernández e Alfonso Raposo - Il regno (El reino)
  - Arman Ciudad, Charly Schmukler e Alfonso Raposo - Non ci resta che vincere (Campeones)
  - Daniel de Zayas, Eduardo Castro e Mario González - Quién te cantará
  - Eva Valiño, Pelayo Gutiérrez e Alberto Ovejero - Yuli - Danza e libertà (Yuli)

### Anni 2020-2029
- 2020: Iñaki Díez, Alazne Ameztoy, Xanti Salvador e Nacho Royo-Villanova - La trinchera infinita
  - Sergio Bürmann, Pelayo Gutiérrez e Marc Orts - Dolor y gloria
  - Aitor Berenguer e Gabriel Gutiérrez - Mientras dure la guerra
  - David Machado, Gabriel Gutiérrez e Yasmina Praderas - Occhio per occhio (Quien a hierro mata)